# Санкара, Тома
Тома́ Изидо́р Ноэ́ль Санкара́ (фр. Thomas Isidore Noël Sankara; 21 декабря 1949, Яко, Французская Западная Африка — 15 октября 1987, Уагадугу, Буркина-Фасо) — буркинийский политический, государственный и военный деятель, марксистский революционер. Премьер-министр Верхней Вольты (1983), Председатель Национального совета революции (1983—1987). За свою убеждённость, революционную деятельность и аскетизм был прозван «Африканским Че Геварой» и «Самым честным президентом».
Придерживался революционных марксистских взглядов, являлся одним из теоретиков панафриканизма. Автор нынешнего названия страны (Буркина-Фасо, в переводе с языков мооре и дьюла «Родина честных людей») и её государственного гимна. Погиб в ходе военного переворота.

## Биография

### Семья и учёба
Родился на севере страны третьим из 10 детей в семье. Родители были выходцами из разных племенных групп: отец, Самбо Жозеф Санкара (1919 — 4 августа 2006), — из народа моси, а мать Маргарита (умерла 6 марта 2000 года) — из фульбе. Таким образом, в кастовой системе народа моси их сын считался «силми-моси», причислявшимся к людям «третьего сорта».

Отец Тома служил фельдшером в сенегальской стрелковой дивизии во время Второй мировой войны, попал в плен в 1940 году, в котором оставался до конца войны. После освобождения вернулся на родину, где продолжил службу в частях национальной жандармерии.
Посещал начальную школу в Гаве и продолжил учёбу во втором по величине городе и коммерческом центре страны — Бобо-Диуласо. Его католическая семья хотела, чтобы он стал священником. В силу религиозной специфики Верхней Вольты, где большинство населения исповедовало ислам, Санкара был знаком и с Кораном.
В 1979 году женился на студентке Мариам Сереме, в браке с которой у него родились два сына.

### Военная карьера
Учился в военном училище в Уагадугу, офицерском училище EMIA в Яунде (Камерун) и, с 1970 года, Военной академии в Анцирабе (Мадагаскар) (где углублённо изучал политологию, политэкономию, французский язык и сельскохозяйственные науки). Там молодой военнослужащий становится свидетелем двух народных восстаний против авторитарной политики президента Цирананы (в 1971 и 1972 годах), а также изучает труды Карла Маркса и В. И. Ленина, способствующие формированию его революционного мировоззрения.
Вернулся на родину в 1972 году, В 1974 году зарекомендовал себя в военном отношении во время войны с Мали, хотя впоследствии отзывался о том конфликте как «бесполезном и несправедливом». Росту известности офицера в столице страны Уагадугу способствовали нетипичные для военного стороны личности — данные харизматичного оратора, игра на гитаре в джаз-группе «Tout-à-Coup Jazz» и езда на мотоцикле.
В 1976 году стал начальником Национального учебно-тренировочного центра коммандос, расположенного в г. По (провинция Нахури), в 150 км к югу от столицы (впредь служил в десантных частях). В том же году прошёл учебный курс совершенствования командного состава в Марокко, где познакомился с единомышленниками, радикально настроенными младшими офицерами, в частности, с Блезом Компаоре. В условиях военной диктатуры полковника Сайе Зербо Санкара и его соратники создали подпольную военную организацию «Группа офицеров-коммунистов» (Regroupement des officiers communistes), начавшую с начала 1980-х годов участвовать в политической жизни.

### В правительстве
В ноябре 1980 года в результате бескровного переворота главой страны (президентом и премьер-министром одновременно) стал полковник Сайе Зербо, привлекавший к министерским постам военных. В сентябре 1981 года Т. Санкара был назначен Государственным секретарём по информации. На первое заседание кабинета он приехал на велосипеде. Уже 21 апреля 1982 года он подал в отставку в эфире национального телевидения со словами «Горе тем, кто затыкает народу рот!», обвинив руководство страны в подавлении политических противников, прессы и профсоюзов и открыто перешёл в оппозицию.
После нового военного переворота 7 ноября 1982 года провозглашённый главой государства военный врач майор Жан-Батист Уэдраого 10 января 1983 года назначил его премьер-министром страны. Однако под влиянием визита в страну французского президентского советника по делам Африки Жана-Кристофа Миттерана (сына президента Франции Ф. Миттерана)  15 мая 1983 года «слишком радикальный» Т. Санкара был снят со своего поста за крайне левые взгляды и помещён под домашний арест; близкие к нему офицеры Зонго и Лингани также были арестованы. Арест популярного главы правительства вызвал восстание жителей бедных районов Уагадугу. Оно было подавлено, но положение властей стало крайне шатким.

### Приход к власти
Наша революция в Буркина-Фасо сочувствует несчастьям всех народов. Она вдохновляется всей полнотой человеческого опыта со времён первых шагов человечества. Нам хочется быть наследниками всех революций мира, всех освободительных движений народов «Третьего мира». Мы созвучны великим потрясениям, изменившим мир. Мы вынесли уроки из Американской революции — её победы над колониальным господством и из последствий этой победы. Мы принимаем доктрину невмешательства европейцев в дела американцев, а американцев — в дела европейцев. И так же, как Монро объявил — «Америка для американцев», мы заявляем «Африка для африканцев», «Буркина для буркинийцев». Французская революция 1789 года, потрясшая основы абсолютизма, научила нас правам человека и праву народов на свободу. Великая Октябрьская революция 1917 года изменила мир, принеся победу пролетариату, потрясла основы капитализма и сделала возможным свершение мечты Парижской Коммуны о справедливости.
Оригинальный текст (фр.)Notre révolution au Burkina Faso est ouverte aux malheurs de tous les peuples. Elle s’inspire aussi de toutes les expériences des hommes depuis le premier souffle de l’Humanité. Nous voulons être les héritiers de toutes les révolutions du monde, de toutes les luttes de libération des peuples du Tiers Monde. Nous sommes à l’écoute des grands bouleversements qui ont transformé le monde. Nous tirons des leçons de la révolution américaine, les leçons de sa victoire contre la domination coloniale et les conséquences de cette victoire. Nous faisons nôtre l’affirmation de la doctrine de la non-ingérence des Européens dans les affaires américaines et des Américains dans les affaires européennes. Ce que Monroe clamait en 1823, « L’Amérique aux Américains », nous le reprenons en disant « l’Afrique aux Africains », « Le Burkina aux Burkinabè ». La Révolution française de 1789, bouleversant les fondements de l’absolutisme, nous a enseigné les droits de l’homme alliés aux droits des peuples à la liberté. La grande révolution d’octobre 1917 a transformé le monde, permis la victoire du prolétariat, ébranlé les assises du capitalisme et rendu possible les rêves de justice de la Commune française.
— Тома Санкара, октябрь 1984
Через два месяца после ареста, 4 августа 1983 года, опальный 33-летний офицер пришёл к власти в результате военного переворота — восстания столичного гарнизона, организованного его другом, капитаном Блезом Компаоре, и стал председателем Национального Совета Революции. 9 августа подавил попытку контрпереворота, предпринятую правым крылом офицерского корпуса.

### «Демократическая и народная революция»
Тома Санкара проводил политику широких реформ, направленных на улучшение качества жизни в стране. Он черпал вдохновение из примера Кубинской революции (сам Фидель Кастро посетил Буркина-Фасо в 1987 году) и искал сближения с независимыми лидерами соседних стран вроде Джерри Ролингса в Гане. Принципы провозглашённой Санкара «демократической и народной революции» (Révolution démocratique et populaire) как антиимпериалистической были очерчены в речи от 2 октября 1983 года, написанной одним из её идеологов Валери Сомэ.
В 1984 году, через год после прихода к власти Санкара, страна отказалась от колониального названия «Верхняя Вольта», которое было заменено на «Буркина́ Фасо́», означающего в переводе с двух основных местных языков (мооре и дьюла) «родина честных людей» или «страна достойных людей» («буркина́» — «честные люди» на языке мооре, «фасо́» — «родина» на языке дьюла).
Была принята новая государственная символика Буркина-Фасо, в том числе флаг (красно-зелёный, с золотой звездой) и герб, в разработке которых принимал участие сам президент.
«Контрреволюционеры», коррумпированные чиновники и «ленивые работники» преследовались Народными революционными трибуналами, действовавшими в период его правления. Они подвергали подсудимых суду за коррупцию, уклонение от уплаты налогов или «контрреволюционную» деятельность. Приговоры бывших государственных чиновников были лёгкими и часто приостанавливались. Предполагалось, что трибуналы станут только некоей демонстрацией, которая проводилась под надзором общественности. Подсудимым отказывалось в адвокате. Со временем трибуналы нередко становились местом сведения личных счётов и наказания просто «ленивых и нерадивых».

### «Самый бедный президент»
Важным для продвижения революции Тома Санкара, считавшийся харизматичным лидером, считал личный пример. Президент жил на жалование армейского капитана, составлявшее $450 в месяц, а президентский оклад в $2000 перечислял в сиротский фонд (после свержения и убийства Санкары оказалось, что его личное имущество состояло из старого автомобиля «Пежо», купленного ещё до прихода к власти, холодильника со сломанным морозильником, трёх гитар и четырёх велосипедов). Одним из первых нововведений его правительства стало обнародование доходов и счетов всех госчиновников.
Более того, Санкара запретил устанавливать в своём кабинете кондиционер, поскольку ему «стыдно перед людьми, которым недоступна такая роскошь», и отказался санкционировать развешивание своих портретов в публичных местах и офисах в связи с тем, что «у нас в стране таких, как я, семь миллионов». Был продан весь правительственный автопарк, состоявший из «Мерседесов», вместо которых для нужд министров были приобретены «Рено 5» — самые дешёвые на тот момент автомобили в стране. Санкара урезал зарплаты чиновников, а также запретил им пользоваться личными шофёрами и летать по авиабилетам первого класса. От чиновников требовалось сменить дорогие западные костюмы на традиционную хлопковую тунику, сшитую местными изготовителями. Под Новый год госслужащих высокого ранга обязывали сдать по месячному окладу в пользу социальных фондов. Уволив однажды половину кабинета, Санкара отправил их на коллективные фермы — трудиться на земле, «где от них будет больше пользы». Международные и местные визиты осуществлял обычными авиарейсами, в общем салоне, чего требовал и от подчинённых.

### Реформы
Революционные реформы и национальная экономическая программа потрясли основы традиционных моделей экономического развития африканских стран и резко выделили Буркина-Фасо из общего ряда.
Среди задач, поставленных Санкарой, — устранение голода, создание системы бесплатного образования и здравоохранения, борьба с эпидемиями и коррупцией, лесовосстановление в условиях наступления пустыни (за годы его президентства были созданы около 7000 лесопитомников и высажены 10 миллионов деревьев, остановивших расползание песков Сахары на юг). Крупнейшей кампанией стала «Vaccination Commando» в ходе которой за 15 дней в начале ноября 1984 года была осуществлена вакцинация от инфекционных заболеваний 2,5 миллиона детей, проведённая при помощи кубинских волонтёров (была охвачена не только вся территория Буркина-Фасо, но и приграничные участки соседних стран). Как результат, показатели детской смертности, до этого наивысшие в мире (280 смертей на 1000 новорожденных), снизились до 145 из 1000. В заслугу Санкаре также ставят программы по строительству кирпичных заводов и жилья, колодцев и водоёмов, списание долгов мелким арендаторам, отмена подушного налога, «кампанию Альфа» по обучению грамоте на девяти местных языках, программу развития дорожной инфраструктуры, активную борьбу с «речной слепотой», полиомиелитом, менингитом, корью, жёлтой лихорадкой и прочими местными болезнями. Была запущена программа по модернизации автомобильных и железных дорог (без привлечения иностранных займов и специалистов было уложено более 700 км новых путей), чтобы облегчить транспортировку добываемого марганца и «связать страну воедино».
План «первой пятилетки» (1986—1990 гг.) предусматривал аграрно-земельную и административную реформы, рост ВВП на 15 %. При этом 79 % финансирования капиталовложений предполагалось из внешних источников.
Одним из первых решений революционной власти стало лишение племенных вождей привилегий и имущества, отмена выплаты им дани и обязательных отработок для крестьян. В ходе аграрной реформы наделы, принадлежавшие феодальным землевладельцам, были перераспределены в пользу обрабатывающих их крестьян. В результате, за три года урожайность пшеницы возросла с 1700 до 3800 кг на гектар, что позволило стране выйти на самообеспечение продовольствием. Резко выросло производство хлопка и производство тканей.
Вместо архаичной структуры племенной власти по кубинскому примеру были созданы Комитеты защиты революции (КЗР) — массовые организации, созданные, в частности, для противовеса армии, в рамках которых производилось вооружение народной милиции. КЗР несли ответственность за осуществление реальной власти от имени народа, вопросы безопасности, политическую подготовку, санитарию в районе, производство и потребление местных продуктов и местный контроль за расходованием бюджетных средств министерствами и ведомствами.
Наряду с КЗР, упрочнившееся в стране за годы военных переворотов всевластие армии было ограничено также народным ополчением SERNAPO (Service National et Populaire). Центральный армейский магазин, где офицерам продавались дефицитные товары по низким ценам, был реорганизован в первый в стране супермаркет, открытый для всех.
Стимулируются инвестиции в местный бизнес (например, арендаторы в столице освобождаются от платы за аренду в первый год работы), практикуется покупка товаров по месту их производства работниками соответствующих предприятий, запрещается импорт фруктов и овощей, чтобы побудить торговцев поставлять собственную продукцию в разные районы страны; этому способствует создание новых каналов сбыта и национальной сети магазинов.
В апреле 1985 года по указанию Т. Санкары КЗР начали кампанию «три борьбы»: за прекращение разрушительных лесозаготовок и кустарниковых пожаров, за повышение осведомленности в отношении использования газа и за прекращение охоты на животных. Правительство осуществляло проекты строительства плотин и устройства водохранилищ.
Т. Санкара провозглашал дело революции неотделимым от вопроса эмансипации женщин. Его правительство включало значительное число женщин, что стало беспрецедентным для Западной Африки. Женщины были наконец уравнены в правах с мужчинами и получили доступ к образованию. Т. Санкара поощрял их поступление в армию и создал женский гвардейский отряд на мотоциклах. Для обеспечения прав женщин были запрещены варварский обычай обрезания женских гениталий, принудительные браки и многожёнство. Уже в первый год революции состоялся «день солидарности», когда мужчин поощряли готовить семейный обед, заниматься стиркой и уборкой и идти торговать на рынок, чтобы самим испытать «прелести» женской доли. В Буркина-Фасо началось распространение средств контрацепции, а правительство Санкары стало первым в Африке, официально признавшим эпидемию СПИДа, считая её серьёзнейшей угрозой для африканских народов.

### Внешняя политика
Ещё со времени своего премьерства был активно вовлечён в Движение неприсоединения, со временем стал одним из его лидеров. Оставался резким критиком колониализма и неоколониализма, «гуманитарной помощи» от западных держав и международных экономических организаций неолиберального толка, рассматривая её как форму неоколониализма (о чём, в частности, говорил в речи перед Генеральной Ассамблеей ООН). Поддерживал антиглобалистское движение, критикуя несправедливость глобализации, мировой финансовой системы, важности МВФ и Всемирного банка, а также порочный круг с долгами стран третьего мира. Страна перестала брать ссуды у МВФ. 
 Страна постепенно перестала зависеть от иностранной помощи.

Эта продовольственная помощь […], устанавливает и закрепляет в наших умах […] рефлексы нищего, заставляет нас не желать большего. Нужно самим производить, производить больше, потому что тот, кто даёт вам поесть, также диктует вам свою волю.
— Тома Санкара
В конце 1985 года вновь обострились противоречия с Мали вокруг богатой полезными ископаемыми Агашерской полосы. Когда правительство Буркина-Фасо организовало перепись населения, а переписчики по ошибке зашли в лагеря племени фульбе на территории Мали, малийские власти воспользовались этим предлогом, чтобы привести свои вооружённые силы в состояние полной боеготовности и развязать 25 декабря, в день католического Рождества, Агашерскую («Рождественскую») войну. Война продолжалась пять дней и унесла жизни от 100 до 300 человек (большинство из которых были гражданскими жителями Буркина-Фасо, погибшими в результате бомбардировки малийской авиацией рынка города Уахигуя). Малийцам удалось выбить силы Буркина-Фасо из нескольких деревень. Две попытки Ливии и Нигерии организовать прекращение огня провалились, но 30 декабря при посредничестве президента Кот д’Ивуара Феликса Уфуэ-Буаньи боевые действия всё же закончились.
Посещал Кубу (дважды — в 1984 и 1986 годах) и СССР (октябрь 1986 года).
Тома Санкара — автор стихов и прозы, создатель государственного гимна страны. За неделю до убийства он, выступая на митинге, посвящённом 20-й годовщине убийства его кумира Эрнесто Че Гевары, произнёс фразу, ставшую его эпитафией: «Революционеров можно убить, идеи — никогда».
Энергичная деятельность Т. Санкары вызывала негативную реакцию соседних режимов (позже Компаоре вменял в вину своему убитому предшественнику ухудшение отношений с ними). Конференция глав стран-соседей Буркина-Фасо, прошедшая под патронатом Франции в сентябре 1986 года в столице Кот д’Ивуара Ямусукро, потребовала от президента-революционера сворачивания социальных инициатив. Одновременно бывшая метрополия — Франция — готовила почву для военного переворота, используя людей из ближайшего окружения Санкары.

### Свержение и убийство
Тома Санкара был убит 15 октября 1987 года в ходе государственного переворота, устроенного его другом и соратником, министром юстиции Блезом Компаоре, заявившим, что Санкара ставил под угрозу международные отношения с Францией и соседним Кот-д’Ивуаром.
Либерийский полевой командир Принс Джонсон, отвечая на вопросы Комиссии правды и примирения, утверждал, что переворот срежиссировал будущий диктатор Либерии Чарльз Тейлор. Тела Санкары и двенадцати ближайших помощников, убитых в ходе государственного переворота, были расчленены и зарыты в безымянной могиле на кладбище Дагноен (Dagnoën) в Уагадугу, а жена и двое детей убитого президента бежали из страны. Ряд КЗР продолжали оказывать вооружённое сопротивление армии на протяжении нескольких дней после убийства президента.

## События после смерти
Б. Компаоре отменил произведённые Санкарой процессы национализации, восстановил значительные жалования чиновникам и купил личный «Боинг» на средства, предназначавшиеся для реконструкции пригородов Уагадугу, столицы страны. После выборов 1991 года, в которых приняло участие всего 7 % избирателей (99 % из которых отдали голоса за действующего президента) Буркина-Фасо приняла под гарантии Франции кредит от МВФ на $67 миллионов.
30 апреля 2014 года Верховный суд страны, в ответ на подачу заявления на эксгумацию тела Т. Санкары от его родственников, счёл, что для этого у него недостаточно полномочий. В ответ родные заявили, что намерены добиться эксгумации, утверждая, что у них не было возможности идентифицировать его в морге 26 лет назад. Ранее, в 2006 году, Комиссия Организации Объединённых Наций по правам человека призвала власти Буркина-Фасо расследовать убийство Т. Санкары, а в октябре 2010 года его родственники подали в суд.
В мае 2015 года останки Т. Санкары и 12 его сподвижников были эксгумированы. По результатам прошедшей осенью 2015 года экспертизы, по крайней мере, восьми фигурантам дела о его убийстве были предъявлены обвинения. 6 декабря 2015 года Жильбер Дьендере, глава попытки переворота в том же году, был также обвинён в соучастии в убийстве.
Аутопсия подтвердила, что Т. Санкара был казнён в ходе переворота. В останках найдены более десятка пуль, выпущенных из автоматов Калашникова, пистолетов и автоматических винтовок G3. Президент получил ранения в руки, ноги и грудную клетку.
В 2017 году президент Франции Эмманюэль Макрон в своей речи в столице Буркина-Фасо Уагадугу пообещал рассекретить французские документы, касающиеся убийства Т. Санкары, чтобы унять недовольство, вызванное политикой Парижа. Три архива действительно были переданы в судебные инстанции Буркина-Фасо, однако эти документы не убедили юристов, посчитавших, что французский президент выдаёт желаемое за действительное, и усомнившихся в искренности его действий. В апреле 2021 года французская газета «Юманите» опубликовала документы, подтверждающие участие спецслужб Франции в организации убийства главы Буркина-Фасо.
После долгих проволочек в октябре 2021 года в Уагадугу начался процесс по делу об убийстве Тома Санкары, однако в середине января 2022 года в стране произошёл ещё один военный переворот, в ходе которого мятежники освободили одного из главных фигурантов дела, генерала Жильбера Дьендере, непосредственно руководившего убийством главы государства и его соратников.

## Деятельность и оценка
33-летний Т. Санкара захватил власть в 1983 году в результате военного переворота, получившего народную поддержку, и имел цель побороть широко распространённую коррупцию и влияние бывшей колониальной державы — Франции. После прихода к власти приступил к реализации широкомасштабной амбициозной программы социальных и экономических реформ, не имевшей аналогов на континенте. Чтобы подчеркнуть независимость и возрождение страны, изменил название страны с Верхней Вольты (которое дали французские колонизаторы) на Буркина-Фасо («Страна достойных людей»).
Проводил антиимпериалистическую внешнюю политику: государство отказалось от любой иностранной помощи, объявило государственные долги одиозными и пыталось добиться их сокращения, провело национализацию всей земли и минеральных ресурсов, препятствовало влиянию МВФ и Всемирного банка.
Внутренняя политика была направлена на предотвращение возможного голода путём создания самодостаточного сельского хозяйства и проведения земельной реформы. Проведена общенациональная кампания по повышению грамотности и вакцинация более 2,5 млн детей, что способствовало снижению детской смертности. Была также проведена кампания по посадке более 10 миллионов деревьев для остановки опустынивания саванны Сахель; удвоению производства пшеницы путём перераспределения земли от крупных землевладельцев к крестьянам; приостановлено действие сельского подушевого налога.
На местном уровне Санкара призвал каждую деревню построить медицинские диспансеры. Более 350 общин построили школы своими силами. Он также поддерживал права женщин и объявил вне закона женское обрезание, насильственные браки и полигамию, назначая женщин на высшие государственные должности и призывая их работать и посещать школы, даже при наличии беременности.
Революционные программы Санкары и антиимпериалистическая политика сделали его иконой для многих африканских бедняков. Он был популярен среди неимущих слоёв населения собственной страны. Но его политика пошла наперекор интересам различных групп, в том числе небольшого, но влиятельного среднего класса Буркина-Фасо; племенных лидеров, которых он лишил традиционного права на использование принудительного труда и сбора дани, а также Франции и её союзника Кот-д’Ивуара. В конечном итоге он был свергнут и убит в результате профранцузского военного переворота, организованного Блезом Компаоре.

## Память
17  октября 2023 года в столице страны Бульвар де Голля переименован в Бульвар Тома Санкары.

## В массовой культуре
- Фильм «Тома Санкара: Стоящий за справедливость» (англ. Thomas Sankara: The Upright Man) (2006) — реж. Робин Шаффилд
- Фильм «Капитан Тома Санкара» (фр. Capitaine Thomas Sankara) (2012) — реж. Кристоф Куплен
- Фильм «Санкара... и в тот день они убили счастье» (фр. Sankara... e quel giorno uccisero la felicità) (2013) — реж. Сильвестро Монтанаро
- Фильм «Санкара жив[англ.]» (фр. Sankara n'est pas mort) (2019) — реж. Люси Вивер
- Тома Санкаре посвящена песня группы АЗОТ «Страна достойных людей» с упоминанием имущества, оставшегося после свергнутого президента.

## Награды
- Национальный орден Хосе Марти (Куба)